# Julius von Jagow

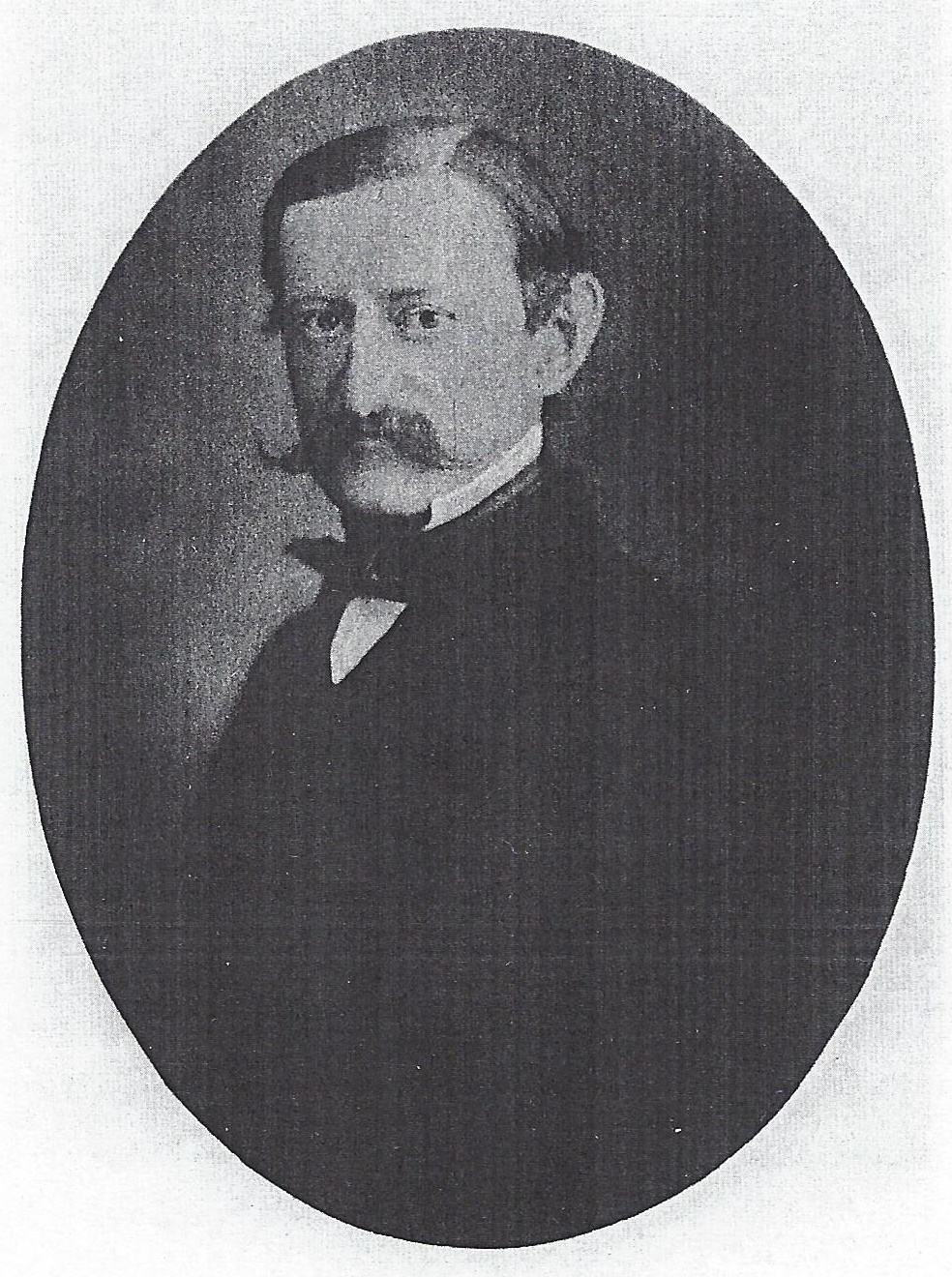
Julius von Jagow

Julius von Jagow (* 6. August 1825 auf Gut Dallmin/Dallmin bei Karstädt (Prignitz); † 21. Februar 1897 in Perleberg) war ein deutscher Gutsbesitzer und Verwaltungsjurist im Königreich Preußen. Er war von 1860 bis 1895 Landrat des Kreises Westprignitz und saß 1867 im Konstituierenden Reichstag des Norddeutschen Bundes.

## Leben
Julius von Jagow entstammte märkischem Uradel und wurde als Sohn des Majors a. D. Friedrich Wilhelm August von Jagow (1783–1863) und dessen Ehefrau Agnes Luise Ernestine Karoline von der Schulenburg-Heßler (1789–1853) auf dem Familiengut Dallmin geboren. Sein älterer, am 7. September 1813 in Dallmin geborener Bruder Gustav von Jagow war 1862 kurzzeitig preußischer Innenminister und anschließend bis 1879 Oberpräsident der Provinz Brandenburg.
Nach dem Abitur 1845 an der Klosterschule Roßleben studierte Jagow an der Ruprecht-Karls-Universität Heidelberg Rechtswissenschaft. 1846 wurde er im Corps Saxo-Borussia Heidelberg recipiert. Als Inaktiver wechselte er an die Friedrich-Wilhelms-Universität zu Berlin. Er trat nach dem Auskultatorexamen am 11. Januar 1849 in Frankfurt (Oder) in die Rechtspflege Preußens  und diente 1849/50 als Einjährig-Freiwilliger. Seit dem 13. Dezember 1859 Gerichtsassessor, wurde er am 21. April 1860 zum Landrat im Kreis Westprignitz mit Dienstsitz in Perleberg ernannt. 
Von Februar bis August 1867 war er Mitglied des Konstituierenden Reichstags des Norddeutschen Bundes für den Wahlkreis Potsdam 1 (Westprignitz). Er blieb im Reichstag fraktionslos, stand aber den Konservativen nahe. Auf Grund einer schweren Erkrankung ließ sich der mehrfach mit preußischen Orden und Ehrentiteln ausgezeichnete Landrat v. Jagow schließlich zum 1. Mai 1895 pensionieren. Sein Amtsnachfolger in Perleberg wurde sein Sohn Traugott von Jagow. Julius von Jagow war Domherr am Dom St. Marien zu Wurzen.
Verheiratet war von Jagow mit Thekla von Wilamowitz-Möllendorff (1833–1900). Aus der Ehe gingen der der Berliner Polizeipräsident Traugott von Jagow (1865–1941) und der Kavallerie-General Walther von Jagow (1867–1928) hervor.